# Jesús María Echavarría y Aguirre
Jesús María Echavarría y Aguirre (Bacubirito, 6 luglio 1858 – Saltillo, 5 aprile 1954) è stato un vescovo cattolico messicano.

## Biografia
Sacerdote dal 1886, fu vicario generale di Sinaloa e rettore del seminario di Culiacán.
Nominato vescovo di Saltillo nel 1904, governò la diocesi fino alla morte, nel 1954.
A causa del clima politico di persecuzione religiosa sotto la presidenza di Plutarco Elías Calles, subì per due periodi l'esilio.
Fondò la congregazione delle suore catechiste guadalupane.
Morì nella sua città episcopale e fu sepolto in cattedrale.
Nel 2014 è stato promulgato il decreto sulle virtù eroiche del vescovo, al quale è stato riconosciuto il titolo di venerabile.

## Genealogia episcopale
La genealogia episcopale è:
- Cardinale Scipione Rebiba
- Cardinale Giulio Antonio Santori
- Cardinale Girolamo Bernerio, O.P.
- Arcivescovo Galeazzo Sanvitale
- Cardinale Ludovico Ludovisi
- Cardinale Luigi Caetani
- Cardinale Ulderico Carpegna
- Cardinale Paluzzo Paluzzi Altieri degli Albertoni
- Papa Benedetto XIII
- Papa Benedetto XIV
- Papa Clemente XIII
- Cardinale Marcantonio Colonna
- Cardinale Giacinto Sigismondo Gerdil, B.
- Cardinale Giulio Maria della Somaglia
- Cardinale Carlo Odescalchi, S.I.
- Vescovo Francisco Pablo Vásquez Bizcaíno
- Vescovo Juan Cayetano José María Gómez de Portugal y Solis
- Vescovo Angel Mariano de Morales y Jasso
- Arcivescovo José Lázaro de la Garza y Ballesteros
- Arcivescovo Pedro José de Jesús Loza y Pardavé
- Vescovo José María de Jesús Portugal y Serratos, O.F.M. Obs.
- Vescovo Jesús María Echavarría y Aguirre